# Chester (Illinois)
Chester je grad u američkoj saveznoj državi Ilinois. Prema popisu stanovništva iz 2010. u njemu je živjelo 8.586 stanovnika.